# Gibbaeum shandii
Gibbaeum shandii är en isörtsväxtart som beskrevs av Nicholas Edward Brown. Gibbaeum shandii ingår i släktet Gibbaeum och familjen isörtsväxter. Inga underarter finns listade i Catalogue of Life.